# Michael S. Regan
Michael Stanley Regan (ur. 6 sierpniu 1976) – amerykański polityk Partii Demokratycznej, specjalista w dziedzinie ochrony środowiska. Od 11 marca 2021 do 31 grudnia 2024 pełnił funkcję kierownika amerykańskiej Agencji Ochrony Środowiska. Jest pierwszym czarnoskórym mężczyzną na tym stanowisku. Jego kandydaturę na ten urząd ogłoszono w grudniu 2020. Wcześniej pełnił funkcję sekretarza Departamentu Jakości Środowiska (Department of Environmental Quality) w Karolinie Północnej.
Urodził się w Goldsboro. Jest synem pielęgniarki i emerytowanego pułkownika Gwardii Narodowej Karoliny Północnej, jego ojciec był również weteranem wojny w Wietnamie. W dzieciństwie spędzał czas na polowaniach, łowił też ryby razem ze swoim ojcem i dziadkiem. Studiował na North Carolina A&T State University, gdzie uzyskał tytuł Bachelor of Science w dziedzinie nauk o Ziemi i środowisku. Następnie uczył się na George Washington University w Waszyngtonie, gdzie uzyskał tytuł magistra w dziedzinie administracji publicznej.